# Felkington
Felkington eller Filkington  är en ort i civil parish Duddo, i grevskapet Northumberland i England. Orten är belägen 11 km från Berwick-upon-Tweed. Felkington var en civil parish 1866–1955 när det uppgick i Duddo. Civil parish hade 59 invånare år 1951.